# Леді Хестер Стенхоуп
Леді Хестер Стенхоуп (англ. Hester Stanhope; 12 березня 1776 — 23 червня 1839) — британська світська особа, авантюристка, мандрівниця Близьким Сходом, археолог. Брала участь у повстанні друзів проти ліванського правителя Башира Шихаба II і деякий час керувала низкою населених ними територій.
Її археологічна експедиція до Ашкелону в 1815 році започаткувала археологічне дослідження Святої землі. Використання нею середньовічних італійських джерел розглядається як «одне з ранніх використання текстових джерел археологами на місцях».

## Життєпис
Естер була найстаршою з трьох дочок 3-го графа Стенхоупа (1753—1816) від першого його шлюбу з Естер Пітт (1755—1780), донькою знаменитого графа Вільяма Пітта. Після ранньої смерті матері та другого шлюбу батька разом із сестрами виховувалася під опікою слуг далеко від рідних у Чівнінгу. Здобула вельми поверхову освіту і була майже самостійною з дитинства. Після одруження сестер із 1800 року проживала у своєї бабусі графині Чатам у Сомерсеті, а після її смерті з 1803 року — у будинку дядька Вільяма Пітта в Лондоні.
Прем'єр-міністр Пітт був неодружений, і Естер Стенхоуп керувала його багатим будинком і виконувала функції його секретаря. У вищому світі вона мала репутацію дами красивої та дотепної, але стосовно оточуючих часто проявляла свій деспотичний і пихатий характер, вона нікого не любила, і тільки дядько користувався її прихильністю. Коли у січні 1806 року він помер, уряд призначив їй щорічну пенсію у розмірі 1200 фунтів стерлінгів. Проживши деякий час у Лондоні, Хестер переїхала до Уельсу, а в 1810 році вирішила залишити Англію і вирушила на Близький Схід.
Серед оточення леді Стенхоуп був її лікар, а пізніше біограф Чарльз Меріон, служниця та її коханець Майкл Брюс. У Греції вона зустрілася з молодим лордом Байроном, який оцінив її досить дивною, нежіночою. Звідти мандрівники відпливли до Константинополя, а згодом — до Каїра. Біля берегів Єгипту через аварію корабля вони втратили майже все своє майно, і леді Стенхоуп прийняла для себе новий стиль — турецьке вбрання: чоботи, жилет, меч і тюрбан. Так, одягнена в чоловічий одяг, вона ходила все своє життя. У 1812 році вона вирушила до Сирії, проїхавши через найстрашніший бедуїнський табір, вона змогла відвідати стародавнє місто Пальміру, після чого отримала прізвисько «Королеви Пустелі».

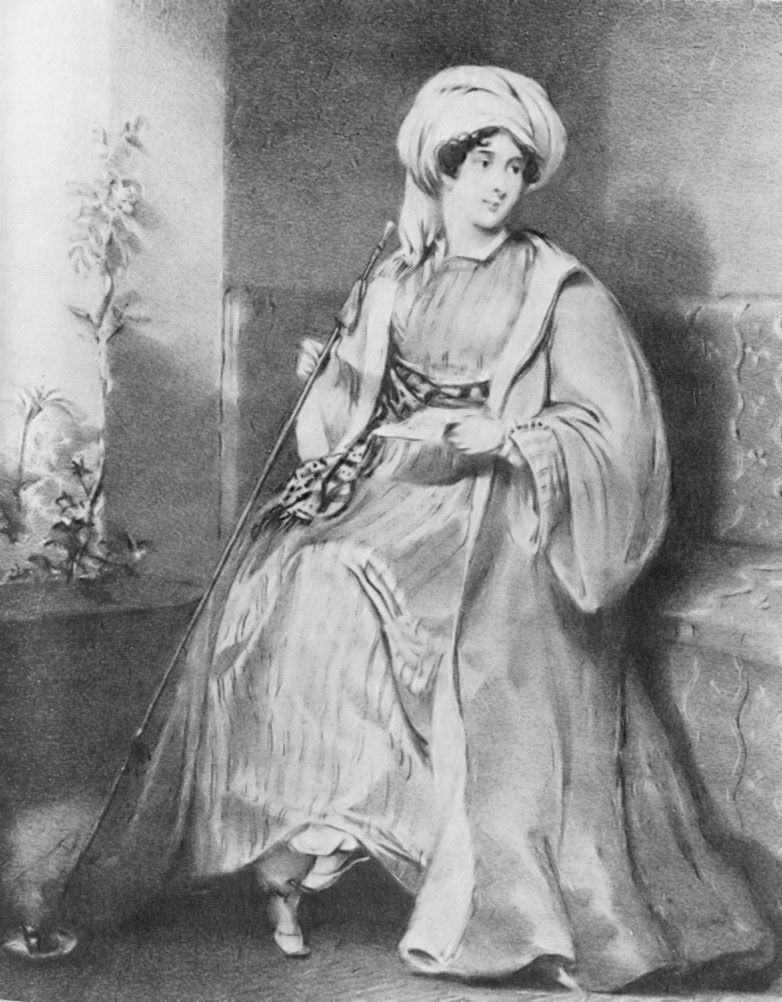
Літографія 1830-х років.

1814 року вона оселилася в Лівані. Спочатку жила біля Сідону в покинутому монастирі Мар-Еліас в селі Абра, а потім в іншому монастирі на південний захід від Кази з міста Джеззін. Її супутники залишалися з нею протягом деякого часу; Проте служниця її померла 1828 року, а 1831 року лікар Меріон повернувся до Англії. Після від'їзду останнього леді Стенхоуп переїхала у віддалений занедбаний монастир в Джуні за вісім миль від Сідону і зробила його своєю резиденцією. Тут вона мала славу пророчиці, ходила у східному костюмі, брала участь у політичному житті країни і мала величезний вплив на місцеве населення, за що отримала ім'я цариці Тадмор. Відвідавши леді Стенхоуп під час своєї подорожі Сходом в 1833 року французький письменник і політичний діяч Ламартін, писав:

Очевидно, її релігійні погляди були обдуманими, хоча з невиразним змішанням різних вірувань, серед яких їй судилося жити: містичний настрій друзів, покірність Провидіння і фаталізм мусульманина, релігія єврея, який очікував Месію, і моральне вчення християнина віруючого в Спасителя — все це висвітлено було колоритам фантазії з домішкою надприродної уяви, що підігрівається самотністю і роздумами.

В останні роки леді Стенхоуп стала пустельницею і майже нікого не приймала з мандрівників. Користуючись її недугою, слуги обкрадали її, і вона нічого не могла вдіяти. В результаті до своєї смерті вона зовсім зубожіла, залишивши по собі 200 000 піастрів боргу. Похована у монастирі Мар-Еліас. Через кілька років в 1846 році доктор Меріон опублікував три томи «Спогадів про леді Естер Стенхоуп», а наступного року він видав ще три томи «Подорожей леді Естер Стенхоуп» з її мемуарами, записаними її лікарем.